# Brug 461
Brug 461 is een vaste brug in Amsterdam-Oost.
De brug ligt in de Zeeburgerdijk, ongeveer 15 meter voor de kruising met de Flevoweg en Zuiderzeeweg.
Hier lag tot eind jaren zestig het kruispunt van Zeeburgerdijk (vanuit het noordwesten), Kramatweg (vanuit het zuidwesten), Flevoweg (vanuit het zuiden) en de Zuiderzeeweg (vanuit het noordoosten). Het was tot aan de voltooiing van de Ringweg Amsterdam deel van de drukke verbinding tussen Amsterdam-Oost en Amsterdam-Noord via de Amsterdamsebrug en Schellingwouderbrug. Er lag destijds een circuit dat officieus met 'Flevocircuit' werd aangeduid.
In 1970 werd begonnen met de bouw van het toen grootste bejaardentehuis van Amsterdam, het Flevohuis. Ongeveer gelijktijdig werd het kruispunt aangepast en werd er een scheiding doorgevoerd tussen langzaam (voetgangers / fietsers) en snel (gemotoriseerd) verkeer. De gehele omgeving ging op de schop. Het verkeer, inclusief de buslijnen, moest worden omgeleid. De oplevering in 1972 had tot gevolg dat zebrapaden ter plaatse werden verwijderd. Via een ingenieus viaductenstelsel konden fietsers en voetgangers komende vanuit Amsterdam-Noord de Indische Buurt intrekken zonder het drukke verkeerspunt te hoeven oversteken. De komst van de ringweg rondom Amsterdam in 1990 zorgde voor een afnemende verkeersstroom. De brug van de tekentafels van de Dienst der Publieke Werken kreeg het standaard witte beton en de blauwe balustrades mee.
Rond 2000 kwamen er plannen om het gebied ten oosten van de brug Zeeburgerdijk-Oost te bebouwen tot uitvoer na diverse strubbelingen. Er werden daarbij veel graafwerkzaamheden verricht waarbij ook archeologische vondsten werden gedaan. Vermoedelijk ter voorkoming van wateroverlast door de dichte bebouwing (gebouwen en straten) werd er rond 2002 een vijver aangelegd, waarbij het eerder genoemde fietspad verdween. Er kwam een vijver (in de buurt bekend als 'Flevovijver') die onder het viaduct werd doorgetrokken; zo werd een viaduct een brug. Het aantal rijbanen werd teruggebracht van 2x2 naar 2x1, de middenberm bleef en er kwamen fietspaden op de brug.
<<< · 400 · 401 · 402 · 403 · 404 · 405 · 406 · 407 · 408 · 409 · 410 · 411 · 413 · 414 · 415 · 416 · 417 · 418 · 419 · 420 · 421 · 422 · 423 · 424 · 425 · 427 · 429 · 430 · 431 · 432 · 433 · 434 · 435 · 436 · 437 · 438 · 439 · 440 · 441 · 442 · 443 · 444 · 445 · 446 · 447 · 448 · 449 · 450 · 451 · 452 · 453 · 454 · 455 · 456 · 457 · 458 · 459 · 460 · 461 · 462 · 463 · 464 · 465 · 466 · 469 · 470 · 471 · 472 · 473 · 474 · 475 · 476 · 478 · 479 · 480 · 482 · 483 · 485 · 486 · 487 · 488 · 489 · 490 · 491 · 492 · 493 · 494 · 495 · 496 · 497 · 499 · >>>
Brugnummers 412, 426, 428, 467, 468, 477, 481, 484 en 498 zijn niet (meer) vergeven.